# Beacon (Iowa)
Beacon – miasto w Stanach Zjednoczonych, w stanie Iowa, w hrabstwie Mahaska.

## Demografia
Zgodnie ze spisem statystycznym z 2010, miasto liczyło 494 mieszkańców. W 2023 liczba mieszkańców spadła do 431 osób, a gęstość zaludnienia poniżej 166 osób/km².